# FCS-1
72式射撃指揮装置1型（FCS-1）は、日本で開発された砲射撃指揮装置（GFCS）。いずれも海上自衛隊の警備艦（護衛艦・輸送艦・掃海艦）に搭載されていた。

## 来歴
海上自衛隊では、第1次防衛力整備計画以前の取得艦においては、砲射撃指揮装置（GFCS）としてMk.57,63が主に搭載されていた。しかしこれらは世界水準と比べると一段劣ったものであったため、1955年（昭和30年）度に高性能GFCSの取得予算が盛り込まれた。この際にはアメリカ機以外も視野に検討され、スイスのコントラヴェス社とオランダのシグナール社が候補となった。このうち性能と将来発展余地に優れるコントラヴェス社製のヤベルクが選定され、1セットが輸入されて1958年（昭和33年）3月に「はるかぜ」のMk.51と換装されて搭載された。これは地上配備の高射砲用のGFCSを発展させて開発されたものであり、多くの点で従来の艦載GFCSとは一線を画するものであった。特に射撃の基準となる座標系については、従来は艦首方位・甲板面が基準とされていたのに対し、ヤベルクにおいては真北・静止水平面が基準とされており、根本的に異なっていた。ハードウェアの性能・信頼性の問題から、射撃精度・保守整備には多大な困難が伴ったものの、同機は海上自衛隊のGFCS開発に大きく貢献し、国産機のベースとなった。

## 設計

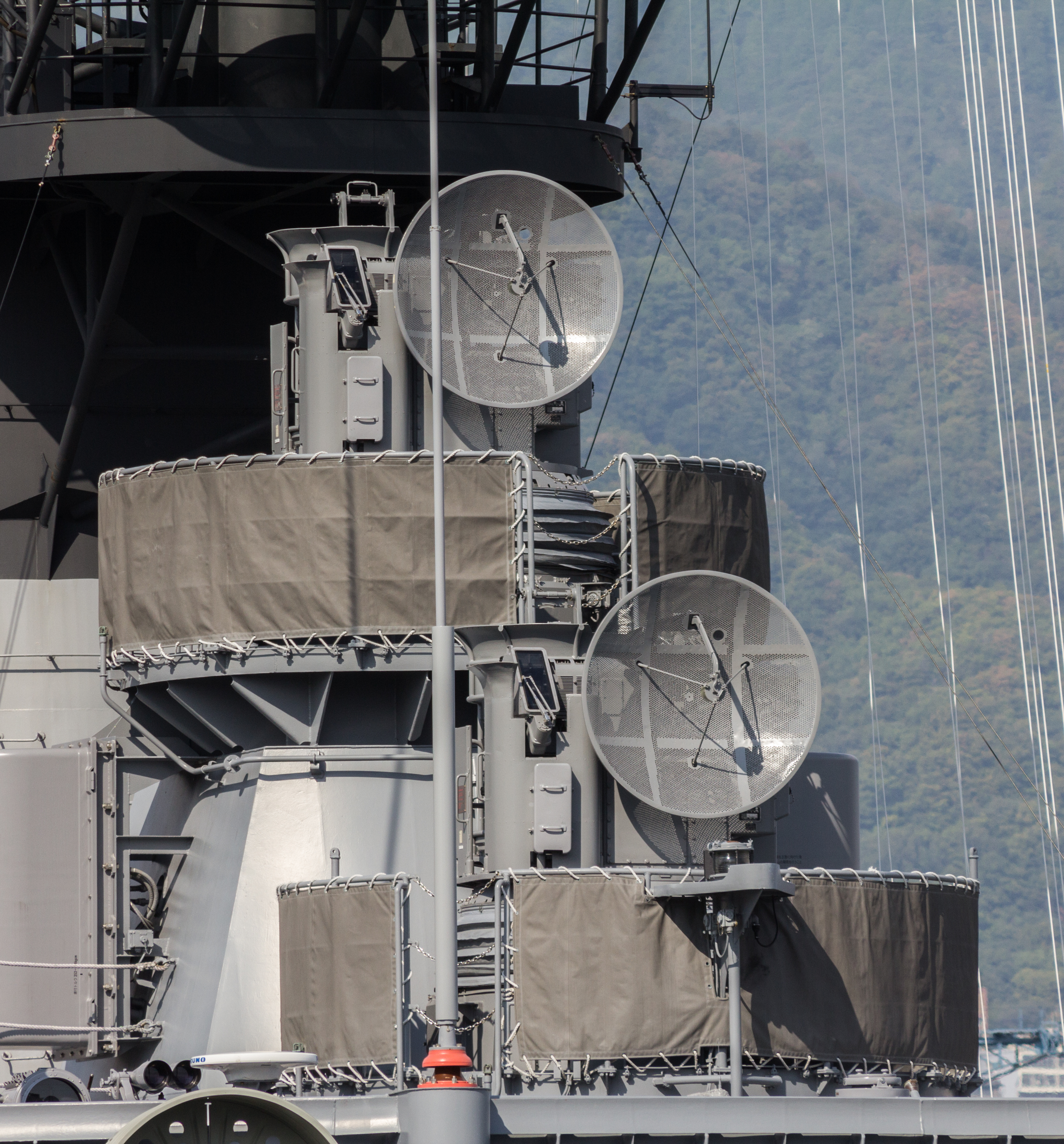
「くらま」では5インチ砲と同様、2基が背負式に搭載されている

この経験に基づき、昭和33年度より技術研究本部の部内研究として、艦載GFCSの研究が着手された。昭和34年度には、下記目標を提示して、三菱電機による部外委託研究が開始された。
1. 高速目標（的速900 kn (1,700 km/h)）の捕捉・追尾
2. 自動追尾機構の採用
3. レーダー・光学照準の併用
4. 全電子機構化
5. 艦載用としての小型軽量化および操作性の確保
6. ヤベルクと同等の精度の確保

これを受けて、1960年（昭和35年）度から1964年（昭和39年）度までの4ヶ年計画で試作が行われた。静止水平面の創出に関しては、当初は電子式が検討されたものの、技術的な不安から、ヤベルクと同様の2軸の機械式とされた。また、方位盤に関しては、円形パラボラアンテナによる無人式レーダー方位盤とTVカメラによる有人式光学方位盤（操作員1名）が相互に独立して配置されていた。この試作機は1965年（昭和40年）に「はるさめ」に搭載されて、同年10月20日から1966年（昭和41年）9月28日まで3次に渡る試験が行なわれたのち、同年末には「ほぼ実用に供しうる」と認定され、68式射撃指揮装置（通称FCS-0）として制式化された。
その後、用兵側の要請を盛り込んで、方位盤をMk.56 砲射撃指揮装置と同様に操作員2名を配置して有人式としたレーダー・光学兼用式とし、アメリカ製Mk.19ジャイロを導入するなどの改良を加えた「改善型GFCS」が開発され、これは1969年（昭和44年）に「ながつき」に搭載されて試験が開始された。23の機構部（コンピューティングコンデンサ）で構成されており、レーダー方位盤射撃時には、パラボラアンテナの中心軸が回転して、自動的に目標の方意角と仰角を計測、同時に測距も行なうものとされていた。試験も終盤の1972年（昭和47年）秋、自衛艦隊司令官北村海将が座乗する「むらくも」搭載の5号機が、無人標的機ファイアー・ビーに訓練弾を直撃させて撃墜し、その性能を実証した。同年、同機は72式射撃指揮装置1型（FCS-1）として制式化された。
54口径5インチ単装速射砲用のFCS-1Aと50口径76ミリ連装速射砲用のFCS-1Bがあり、FCS-1Aはアメリカ製のMk.57と、FCS-1Bは同じくMk.63とほぼ同等の性能とされている。以後34号機までが製作され、「くらま」（51DDH）に至るまで、護衛艦の主力GFCSとして使用された。

## 搭載艦艇
72式射撃指揮装置1型A（FCS-1A）
- たかつき型護衛艦「ながつき」（41DDA）
- はるな型護衛艦（43/45DDH）
- しらね型護衛艦（50/51DDH）
- たちかぜ型護衛艦「たちかぜ」、「あさかぜ」（46/48DDG）

72式射撃指揮装置1型B（FCS-1B）
- みねぐも型護衛艦「なつぐも」「むらくも」（41,42DDK）
- あおくも型護衛艦（44,46,49DDK）
- ちくご型護衛艦（42-48DE）
- みうら型輸送艦「みうら」（47LST）
- 機雷敷設艦「そうや」（44MMC）